# Талия (часть тела)

Талия — часть живота между грудной клеткой и тазом. Женщины, как правило, имеют более узкую талию, чем мужчины. У женщин талия, как правило, находится на два — три сантиметра выше пупка; у мужчин ситуация не столь однозначна и может быть как выше, так и ниже пупка. Примерный ориентир — прилегающий локоть вытянутой вниз руки.
Соотношение талия/бёдра является отношением окружности талии к отношении к окружности бёдер (наибольшая окружность по выпуклости ягодичных мышц). Национальный институт здравоохранения США считает здоровым соотношение талия/бёдра не более 1,0 у мужчин и не более 0,85 у женщин.
Увеличение среднестатистического соотношения объёма талии к бедрам у женщин в современности связывают с действием гормонов-андрогенов, которые делают их более сильными и выносливыми, но при этом способствуют отложению жиров в талии, такая фигура становится колоннообразной.
В XVIII и XIX веках очень тонкая талия у женщин считалась привлекательной. Для сужения талии использовали корсет.